# Analizador de espectro

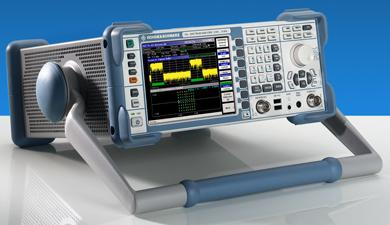
Analizador de espectro Rohde & Schwarz FSL

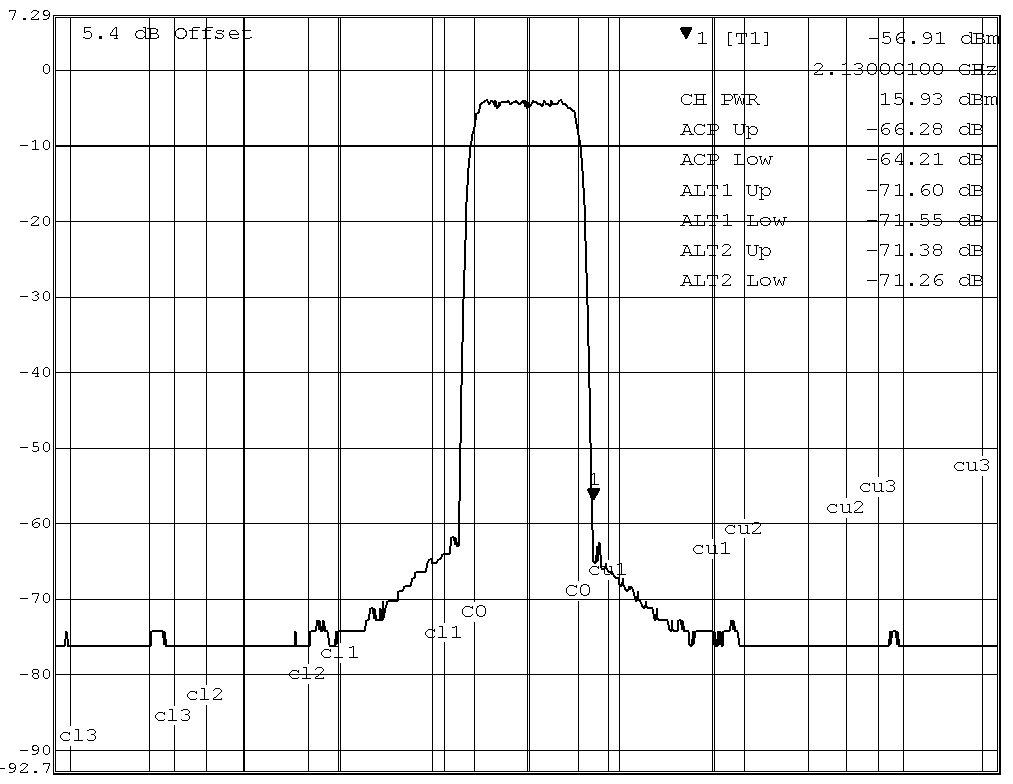
Pantalla de un Analizador de espectro (Mobile Telecommunications)

Un analizador de espectro es un equipo de medición electrónica que permite visualizar en una pantalla los componentes espectrales en un espectro de frecuencias de las señales presentes en la entrada, pudiendo ser ésta cualquier tipo de ondas eléctricas, acústicas u ópticas.
En otras palabras se conoce como una máquina o un aparato el cual te deja ver la frecuencia y el tamaño de una onda electromagnética.
En el eje de ordenadas suele presentarse en una escala logarítmica el nivel en dBm del contenido espectral de la señal. En el eje de abscisas se representa la frecuencia, en una escala que es función de la separación temporal y el número de muestras capturadas. Se denomina frecuencia central del analizador a la que corresponde con la frecuencia en el punto medio de la pantalla.
El equipo permite medir valores de potencia (en cm) o tensión de señal eléctrica configurando el aparato debidamente. No obstante, no permite medir valores de campo eléctrico ni magnético. Esto último no resulta un problema grande puesto que existen formas inmediatas de obtener dichos valores de campo a partir de ciertos parámetros (en el caso de mediciones con antenas, a partir del parámetro k de antena se puede obtener el campo eléctrico).
En la actualidad está siendo reemplazado por el analizador vectorial de señales.

## Tipos
Hay analizadores analógicos y digitales de espectro de la señal colindante a la puerta de tu casa:
- Un analizador analógico, de espectro es un equipo técnico que muestra la composición del espectro de ondas eléctricas, acústicas, ópticas, de radiofrecuencia, etc. Contrario a un osciloscopio un Analizador de Espectros muestra las ondas en la trama del dominio de frecuencia en vez del dominio del tiempo . Puede ser considerado un voltímetro de frecuencia selectiva, que responde a picos calibrados en valores RMS de la onda. Los analizadores analógicos utilizan un filtro pasa banda de frecuencia variable cuya frecuencia central se afina automáticamente dentro de una gama de fija. También se puede emplear un banco de filtros o un receptor superheterodino donde el oscilador local barre una gama de frecuencias. Algunos otros analizadores como los Tektronix (de la serie RSA) utilizan un híbrido entre análogo y digital al que llaman analizador de Espectros "en tiempo real". La señales son convertidas a una frecuencia más baja para ser trabajadas con técnicas FFT o transformada rápida de Fourier desarrollada por Jean Baptiste Joseph Fourier, 1768-1830.

- Un analizador digital de espectro utiliza la "Fast Fourier Transformation" (FFT), un proceso matemático que transforma una señal en sus componentes espectrales. Algunas medidas requieren que se preserve la información completa de señal - frecuencia y fase, este tipo de análisis se llama vectorial.

Ambos grupos de analizadores pueden traer un generador interno incorporado y así poder ser usados como un simple analizador de redes. No es lo mismo que un osciloscopio.